# Linyphiidae
Los linífidos (Linyphiidae) son  una familia de arañas araneomorfas, que forman parte de la superfamilia de los araneoideos (Araneoidea), junto con trece familias más entre las que destacan, por su número de especies: Araneidae, Theridiidae y Tetragnathidae. 
Los línifidos son la familia más extensa en número de géneros, con 587 (a 31 de diciembre de 2011) y la segunda en número de especies tras los saltícidos. Son datos que pueden cambiar muy rápidamente ya que aparecen nuevas especies, sea porque se han descubierto nuevos ejemplares, sea porque se han descrito ejemplares almacenados en las diversas colecciones que aún están por ser estudiadas. Probablemente la complejidad y diversidad de esta familia haga que en los próximos años se produzcan cambios en su taxonomía.
Construyen unas características telarañas en forma de manta o de hoja.  En el Reino Unido también se les denomina arañas del dinero (money spiders), ya que existe la superstición de que si se ve a estas arañas corriendo cerca, es que ha llegado momento de conseguir ropa nueva, lo que significa buena suerte en los negocios.
Los géneros más comunes son  Neriene, Lepthyphantes, Erigone, Eperigone, Bathyphantes, Troglohyphantes, y el género monotípico Tennesseellum.  Son de las arañas más abundantes en las regiones templadas, y también son abundantes en el trópico.  

## Distribución
Por su abundancia, presentan una distribución por todo el mundo. En Noruega se han observado linífidos caminando encima de la nieve con temperaturas por debajo de los -7 °C.

## Sistemática
Siguiendo la propuesta de Andrei V. Tanasevitch, esta familia se subdivide en 6 subfamilias:
- Dubiaraneinae Millidge, 1993, con 13 géneros.
- Erigoninae Emerton, 1882, con 393 géneros.
- Linyphiinae Blackwall, 1859, con 69 géneros.
- Micronetinae Hull, 1920, con 89 géneros.
- Mynogleninae Lehtinen, 1967, con 19 géneros.
- Stemonyphantinae Wunderlich, 1986 con 1 género.

El cladograma según el Tree of Life Project es el siguiente:
```
|-----------Pimoinae (Dubiarareneinae (?))
|
|                        |--Linyphiini
|        |--Linyphiinae--|
|     |--|               |--Micronetini (?)
|     |  |
|  |--|  |--Erigoninae
|  |  |
|--|  |-----Mynogleninae
   | 
   |--------Stemonyphantinae
```